# Lestodiplosis kiefferis
Lestodiplosis kiefferis är en tvåvingeart som beskrevs av Meunier 1905. Lestodiplosis kiefferis ingår i släktet Lestodiplosis och familjen gallmyggor.
Artens utbredningsområde är Madagaskar. Inga underarter finns listade i Catalogue of Life.